# Halálozások 1973-ban
Ez a szócikk az 1973-as évben elhunyt nevezetes személyeket sorolja fel.

## December
| Dátum       | Név                | Foglalkozás / tisztség                           | Kor | Forrás |
| ----------- | ------------------ | ------------------------------------------------ | --- | ------ |
| december 5. | Robert Watson-Watt | skót fizikus, a rádiólokátor (radar) feltalálója | 081 |        |
| december 1. | Dávid Ben-Gúrión   | izraeli politikus, miniszterelnök (1948–1954)    | 087 |        |

## November
| Dátum        | Név                      | Foglalkozás / tisztség                  | Kor | Forrás |
| ------------ | ------------------------ | --------------------------------------- | --- | ------ |
| november 25. | Elisa Leonida Zamfirescu | román mérnök, feltaláló                 | 086 |        |
| november 18. | Alois Hába               | cseh zeneszerző, zeneteoretikus, oktató | 080 |        |
| november 13. | Bruno Maderna            | olasz karmester, zeneszerző             | 053 |        |
| november 13. | Elsa Schiaparelli        | olasz divattervező                      | 083 |        |

## Október
| Dátum       | Név            | Foglalkozás / tisztség                                                   | Kor | Forrás |
| ----------- | -------------- | ------------------------------------------------------------------------ | --- | ------ |
| október 25. | Abebe Bikila   | kétszeres olimpiai bajnok etióp maratonfutó, világrekorder               | 041 |        |
| október 11. | Walter Audisio | olasz partizán és politikus                                              | 064 |        |
| október 2.  | Paavo Nurmi    | kilencszeres olimpiai bajnok finn közép- és hosszútávfutó, világrekorder | 076 |        |

## Szeptember
| Dátum          | Név              | Foglalkozás / tisztség                                          | Kor | Forrás |
| -------------- | ---------------- | --------------------------------------------------------------- | --- | ------ |
| szeptember 26. | Anna Magnani     | Oscar-díjas olasz színésznő                                     | 065 |        |
| szeptember 18. | Mary Wigman      | német táncosnő, koreográfus, táncpedagógus                      | 086 |        |
| szeptember 2.  | J. R. R. Tolkien | angol író, költő, filológus, nyelvész, a Gyűrűk Ura megalkotója | 081 |        |

## Augusztus
| Dátum         | Név               | Foglalkozás / tisztség                                    | Kor | Forrás |
| ------------- | ----------------- | --------------------------------------------------------- | --- | ------ |
| augusztus 31. | John Ford         | négyszeres Oscar-díjas amerikai filmrendező, filmproducer | 079 |        |
| augusztus 11. | Karl Ziegler      | Nobel-díjas német kémikus                                 | 074 |        |
| augusztus 6.  | Fulgencio Batista | kubai politikus, elnök, diktátor                          | 072 |        |

## Július
| Dátum      | Név       | Foglalkozás / tisztség                                            | Kor | Forrás |
| ---------- | --------- | ----------------------------------------------------------------- | --- | ------ |
| július 20. | Bruce Lee | hongkongi származású kínai harcművész, színész, rendező, producer | 032 |        |

## Június
| Dátum | Név | Foglalkozás / tisztség | Kor | Forrás |
| ----- | --- | ---------------------- | --- | ------ |

## Május
| Dátum     | Név              | Foglalkozás / tisztség                                                   | Kor | Forrás |
| --------- | ---------------- | ------------------------------------------------------------------------ | --- | ------ |
| május 18. | Jeannette Rankin | amerikai politikus, nőjogi aktivista, az első női kongresszusi képviselő | 092 |        |

## Április
| Dátum       | Név              | Foglalkozás / tisztség                                     | Kor | Forrás |
| ----------- | ---------------- | ---------------------------------------------------------- | --- | ------ |
| április 28. | Clas Thunberg    | ötszörös olimpiai bajnok finn gyorskorcsolyázó             | 080 |        |
| április 21. | Merian C. Cooper | Oscar-díjas amerikai filmrendező, producer, korábbi pilóta | 079 |        |
| április 8.  | Pablo Picasso    | spanyol avantgárd festő, képzőművész, író                  | 091 |        |

## Március
| Dátum       | Név         | Foglalkozás / tisztség                                      | Kor | Forrás |
| ----------- | ----------- | ----------------------------------------------------------- | --- | ------ |
| március 26. | Noël Coward | angol színműíró, forgatókönyvíró, színész, színházi rendező | 073 |        |

## Február
| Dátum       | Név            | Foglalkozás / tisztség     | Kor | Forrás |
| ----------- | -------------- | -------------------------- | --- | ------ |
| február 18. | Frank Costello | olasz-amerikai maffiavezér | 082 |        |

## Január
| Dátum      | Név               | Foglalkozás / tisztség                                     | Kor | Forrás |
| ---------- | ----------------- | ---------------------------------------------------------- | --- | ------ |
| január 22. | Lyndon B. Johnson | amerikai politikus, alelnök (1961–1963), elnök (1963–1969) | 064 |        |